# Аличе (Алесандрија)
Аличе (итал. Alice) је насеље у Италији у округу Алесандрија, региону Пијемонт.
Према процени из 2011. у насељу је живело 153 становника. Насеље се налази на надморској висини од 276 м.